# EBMAS
EBMAS（エブマス）は、欧米を始め世界40か国に生徒を擁する詠春拳の団体。中国の伝統武術である詠春拳を、現代の格闘技術に対応する拳法、自衛術として習得する体系を完成させた。常に最新の格闘技術への対応を考え発展させている詠春拳の継承団体である。

## 概要
1978年、葉問から詠春拳（Wing Tsun）の全伝を受けた最後の弟子である梁挺（Leung Ting）が、ドイツを中心とするヨーロッパで普及させた。その時の高弟が、在独トルコ人（現在はアメリカ在住）エミン・ボツテペ（ハンガリー語: Emin_Boztepe）である。
エミンは1976年から武術修行を開始し、ボクシング、ムエタイ、空手、トルコ相撲などを多くを学んだ後、国際詠春總會(International WingTsun™Association) に所属し、詠春拳を習得。90年代を通じて伝統の技術に立脚しながら現代格闘技的な各種ムーブ (ボクシング的なパンチやタックル・寝技) などに対応し得る体系を構築し、2001年に独立。秘匿されがちな伝統の技術を包み隠さず教授し、現代のフォーマットに対応した新たな詠春拳の在り方を世に提示した。これを世に広めるべく創立されたのがEBMAS (=Emin Boztepe Martial Arts System)である。
一部ではエブマスについて「詠春拳をベースに様々な格闘技を融合させて作った総合格闘技である」と称する記述があるが、それは全くの誤りである。

## 設立経緯
詠春拳の指導者は葉問が始めた科学的教授方法に反して、秘伝と称し正式弟子へ秘密裏に技術伝承を行い、更に習得には20年以上の年月と高価な費用が必要という姿勢を採っていたが、エミン・ボツテペはそんな現状を嘆き、詠春拳以外に学び体験した現代格闘技に対応し得る体系を構築し、技法の全てを公開する「NO Secret」の団体「EBMAS（エブマス、Emin Boztepe Martial Arts System）」を立ち上げた。欧米の多くの詠春拳修業者がエミンに共感しEBMASに参加するようになった。
立ち上げから10年以上経った現在、世界中に多くのインストラクターを輩出している。

## 経歴
エミン・ボズテペは少年時代に、両親とともにトルコからドイツへ移住した。ドイツではトルコ訛りが原因で人種差別を受け、ドイツで生活していくためには武道・格闘技が必要だと強く感じ、300回以上のストリート·ファイトを経験した。
2005年にエミン氏をオーストラリア支部に招いてセミナーを開催した際、一緒にサウナに入った現·EBMAS JAPANチーフ·インストラクターのヨーシュ·ロバート氏は、エミン氏の体のあちこちに残るナイフや銃弾による傷痕を見たと証言している。(月刊秘伝2017年6月号参照)バウンサーをやっていた時に受けた傷だという。数々の修羅場を切り抜けてきたエミンが自身の経験を踏まえて創設したのが、EBMASである。
1976年（14歳）から様々な格闘技（柔道、松濤館流空手、ムエタイ、ボクシング、レスリング）の訓練を受けアマチュアボクサーとして活動した。
1980年、EWTO（ドイツ語: Europäische Wing-Tsun-Organisation）のデモンストレーションを見て衝撃を受け、詠春拳に興味を持ち、キース・カーンスペクト（英語: Keith_R._Kernspecht）に師事する。
1982年、詠春拳を極めるために葉問の弟子梁挺に師事した。
1986年、梁挺の命令によりブルース・リーの兄弟子であった張 卓慶（英語: William Cheung）（ウイリアム・チャン）をセミナー中に襲撃して破った経緯を持つ。
1990年、グレイシー柔術のホイス・グレイシーに挑戦状を送ったが、試合は実現しなかった。
2000年に詠春拳の伝統技術をベースに様々な格闘技術及びストリート·ファイトに対応できるように技術をアップデートさせて、René Latosaと共に新たなる詠春拳技術団体「EBMAS」を完成させた。

### 概念
・EBMASに限らず、詠春拳は相手の身体の大きさ、強さ、戦闘スタイルに即座に適応できることを目指す。その概念は、迎撃にある。詠春拳を学び後にジークンドーを創始したブルース・リーの根幹にもこの理論は、深く根ずいている。
熟練したインストラクターと共に、型を練習し、技の術理を理解する。練習では、常にリラックスすることを要求されパンチ及び基本的な詠春拳の技を体得していく。
敵の強さに応じて相手の力を利用できるようにするために、対人での触覚を磨くことに練習時間を費いやす。最後に、パンチングと打撃力を高めるためにEBMAS特有の強度トレーニングを行う。
- 寝技

伝統詠春拳とは異なるEBMASの特徴の1つに寝技訓練がある。総合格闘技の寝技とは異なり、詠春拳の理論や技術をそのまま用い、詠春拳の原則で寝技を行うので理解しやすい。

## 日本におけるEBMASの普及
- 2008年：ヨーシュ・ロバート[5]氏がEBMAS東京を設立。
- 2010年：EBMAS東京を「EBMAS JAPAN」と改称する。
- 2010年：大師父エミン・ボツテペ氏の初来日セミナーが開催される。
- 2013年10月 : EBMAS JAPAN設立後、初の国内支部であるEBMAS 名古屋支部発足。
- 2020年6月:EBMAS 三河支部発足。
- 2024年7月:EBMAS 北海道支部発足。

## メディア
- 戦慄！未公開戦闘法 日本人の知らなかった技でもっと強くなる　達人シリーズ第十巻 2011年8月6日 東邦出版
- めざましテレビ フジテレビ 2013年6月放送
- GQ JAPAN 2013年 12月号
- 武蔵小杉walker 2014年
- モヤモヤさまぁ〜ず2 元住吉〜武蔵小杉周辺 2016年3月20日 テレビ東京
- 月刊「秘伝」６月号 2017年5月13日

## DVD/ストリーミング
| 巻 | 発売日         | タイトル                                                                  | 規格品番                 | 規格品番      |
| 巻 | 発売日         | タイトル                                                                  | JAN/ASIN                 | EAN           |
| -- | -------------- | ------------------------------------------------------------------------- | ------------------------ | ------------- |
| 1  | 1999年12月24日 | Combat Martial Arts 3 DVD Set with Emin Boztepe vol.1 Punching Techniques | 0808424915449/B018MPYX8Y |               |
| 2  | 2000年3月25日  | Combat Martial Arts 3 DVD Set with Emin Boztepe vol.2 Kicks & Defense     | 0808424916378/B01BNWMEP2 |               |
| 3  | 2000年4月22日  | Combat Martial Arts 3 DVD Set with Emin Boztepe vol.3 Counter Grappling   | B018JA6RB8               |               |
| 4  | 2016年8月26日  | Topfighter Ebmas Wing Tzun                                                |                          | 4260161811792 |